# Літл-Саскачеван 48
Літл-Саскачеван 48 (англ. Little Saskatchewan 48) — індіанська резервація в Канаді, у провінції Манітоба, у межах сільського муніципалітету Ґрегемдейл.

## Населення
За даними перепису 2016 року, індіанська резервація нараховувала 288 осіб, показавши скорочення на 27,8%, порівняно з 2011-м роком. Середня густина населення становила 21,3 осіб/км².
З офіційних мов обидвома одночасно не володів жоден з жителів, тільки англійською — 290. Усього 75 осіб вважали рідною мовою не одну з офіційних, з них 70 — одну з корінних мов.
Працездатне населення становило 38,5% усього населення, рівень безробіття — 13,3%.

## Клімат
Середня річна температура становить 1,3°C, середня максимальна – 22,6°C, а середня мінімальна – -25,1°C. Середня річна кількість опадів – 508 мм.
| Клімат поселення                              | Клімат поселення | Клімат поселення | Клімат поселення | Клімат поселення | Клімат поселення | Клімат поселення | Клімат поселення | Клімат поселення | Клімат поселення | Клімат поселення | Клімат поселення | Клімат поселення | Клімат поселення |
| Показник                                      | Січ.             | Лют.             | Бер.             | Квіт.            | Трав.            | Черв.            | Лип.             | Серп.            | Вер.             | Жовт.            | Лист.            | Груд.            |                  |
| Середній максимум, °C                         | −13,51           | −9,86            | −2,56            | 7,39             | 15,48            | 21,52            | 22,58            | 21,48            | 15,37            | 8,46             | −1,75            | −11,71           |                  |
| Середня температура, °C                       | −19,3            | −15,69           | −8,37            | 1,58             | 9,68             | 15,71            | 18,84            | 17,75            | 11,62            | 4,72             | −5,48            | −15,44           |                  |
| Середній мінімум, °C                          | −25,1            | −21,47           | −14,17           | −4,21            | 3,87             | 9,92             | 15,12            | 14,01            | 7,90             | 0,98             | −9,22            | −19,19           |                  |
| Норма опадів, мм                              | 19               | 15               | 27               | 30               | 55               | 83               | 64               | 68               | 56               | 44               | 26               | 21               |                  |
| Середньомісячна швидкість вітру, м/с          | 3.80             | 3.80             | 3.90             | 4.10             | 4.10             | 3.90             | 3.59             | 3.70             | 4.10             | 4.40             | 4.30             | 4.00             |                  |
| Середньомісячна сонячна радіація, кДж/м²·день | 3786             | 7058             | 12510            | 17289            | 20305            | 21252            | 21487            | 18023            | 12074            | 7033             | 3807             | 2848             |                  |
| --------------------------------------------- | ---------------- | ---------------- | ---------------- | ---------------- | ---------------- | ---------------- | ---------------- | ---------------- | ---------------- | ---------------- | ---------------- | ---------------- | ---------------- |
| Джерело:                                      |                  |                  |                  |                  |                  |                  |                  |                  |                  |                  |                  |                  |                  |